# Ninja-IDE
Ninja-IDE（出自「Ninja-IDE Is Not Just Another IDE」之首字母縮略詞）是一個跨平台集成开发环境（IDE），專門用以開發Python應用程式。
該平台提供多種工具以簡化Python語言的系統開發過程，而其高擴展性亦使其能夠處理不同的情況。

## 功能
現時該平台的部份功能包括：
- 輕量級IDE
- 常見功能，如文件處理、
- 跨平台支援：Linux、Windows、FreeBSD。
- 支持多種編程語言的語法突顯功能。即使該平台傾向以Python IDE為主，自身亦支援數種其他編程語言。
- 顯示如何將代碼由Python 2轉換至Python 3。
- 靜態與PEP 8錯誤突顯。
- 整合Python控制台。
- 項目管理，允許添加、修改及刪除項目內的文件與資料夾，以及在各模組內自動添加「__init__.py」文件等。
- 允許以簡單方法顯示／隱藏界面內的面板，以迎合不同程式編寫員的喜好與習慣。
- 可完全自由配置的用戶介面。
- 允許於同一時間開啟多個編輯器。
- 可延展的插件系統，當中的插件為IDE所支援。
- 進程處理：關閉IDE後，平台會記住關閉前打開的文件與項目。
- 代碼自動完成功能。
- 代碼定位器（Code Locator）：允許用戶透過輸入數下即可跳轉至項目中的任意代碼位置。

## 版本命名
Ninja-IDE常以兵器名稱作為版本名稱。過往版本中，2.0版以「手裏劍」（Shuriken）為名，而1.0版則以「苦無」（Kunai）為名。

## 擴充套件
該平台目前已有不少擴充套件可供選用，當中絕大部份均由平台社區開發。有關擴充套件的完整列表可參見於此 （页面存档备份，存于）。

## 參閱
- 整合開發環境列表

## 外部連結
- 官方網站 （页面存档备份，存于）
- Python IDE Wiki （页面存档备份，存于）
- Python IDE (PyAr) （页面存档备份，存于）
- Linux Magazine: "Do Python coding with NINJA-IDE （页面存档备份，存于）
- NINJA-IDE: A Powerful IDE For Developing Python Apps
- NINJA-IDE, el ide que me atrapo （页面存档备份，存于）（西班牙文）
- NINJA-IDE, un IDE pensado para Python （页面存档备份，存于）（西班牙文）